# Jean Carmignac

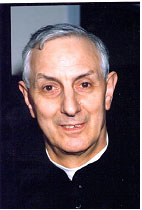
Jean Carmignac.

Pater Jean Carmignac (1914 - 1986) was een Frans filoloog en historicus die onder andere gewerkt heeft aan de vertaling van de Dode Zeerollen en de datering van de evangeliën.
In 1958 stond hij aan de wieg van het tijdschrift Revue de Qumrân en bleef er de hoofdredacteur van tot aan zijn dood in 1986.
In zijn boek La Naissance des Evangiles Synoptiques (1984) vertelde hij dat hij in de periode waarin hij de Dode Zeerollen vertaalde, ook het Evangelie volgens Marcus vertaalde naar het Hebreeuws. Dat ging zo makkelijk dat hij de indruk kreeg dat Marcus oorspronkelijk in het Hebreeuws was geschreven. Daarna onderzocht hij of dit ook gold voor de evangeliën volgens Matteüs en Lucas en concludeerde dat dit zo was. Vervolgens poogde hij aan de hand van talloze voorbeelden te bewijzen dat de drie synoptische evangelies Griekse vertalingen zijn van teksten die oorspronkelijk in het Hebreeuws of Aramees opgesteld waren. Op basis van onder andere filologische observaties dateerde hij die evangelies tussen 42 n.Chr. en iets na 50 n.Chr.:
- Marcus rond het jaar 42 (niet later dan 50),
- de volledige Marcus rond 45 (niet later dan 55),
- Matteüs rond 50 (niet later dan 50 tot 60),
- Lucas iets na 50 (ten laatste tussen 58 en 60).

Zijn opvattingen worden verworpen door vrijwel alle Bijbelwetenschappers.

## Werken
- La Naissance des Evangiles Synoptiques, O.E.I.L., Parijs, 1984 (ISBN 2-86839-380-2)
- La Nascita dei Vangeli Sinottici: Problemi e dibattiti, Paoline, 2. Milano / Cinisello Balsamo 1985 [italian]
- The Birth of the Synoptic Gospels, Franciscan Herald, Chicago 1987 [english]
- Powstanie Ewangelii Synoptycznych, The Enigma Press, Mogilany-Krakow 2009 [polish]
- Recherches sur le Notre Pere, Letouzey et Ane, Parijs 1969
- A l'ecoute du Notre Pere, Editions de Paris, Paris 1975
- Traductions hebraiques des Evangile, Brepols, Turnhout 1982-1985